# Tranås BF
Tranås BF är en basebollförening från Tranås. De spelar sina hemmamatcher på Afzelius park i utkanten av staden. Föreningen bildades 1992 av Peter Afzelius.
Tranås spelar i södra regionserien och har även haft en softboll-lag men som för närvarande ligger nere.